# Eclipsi solar del 4 de gener de 2011

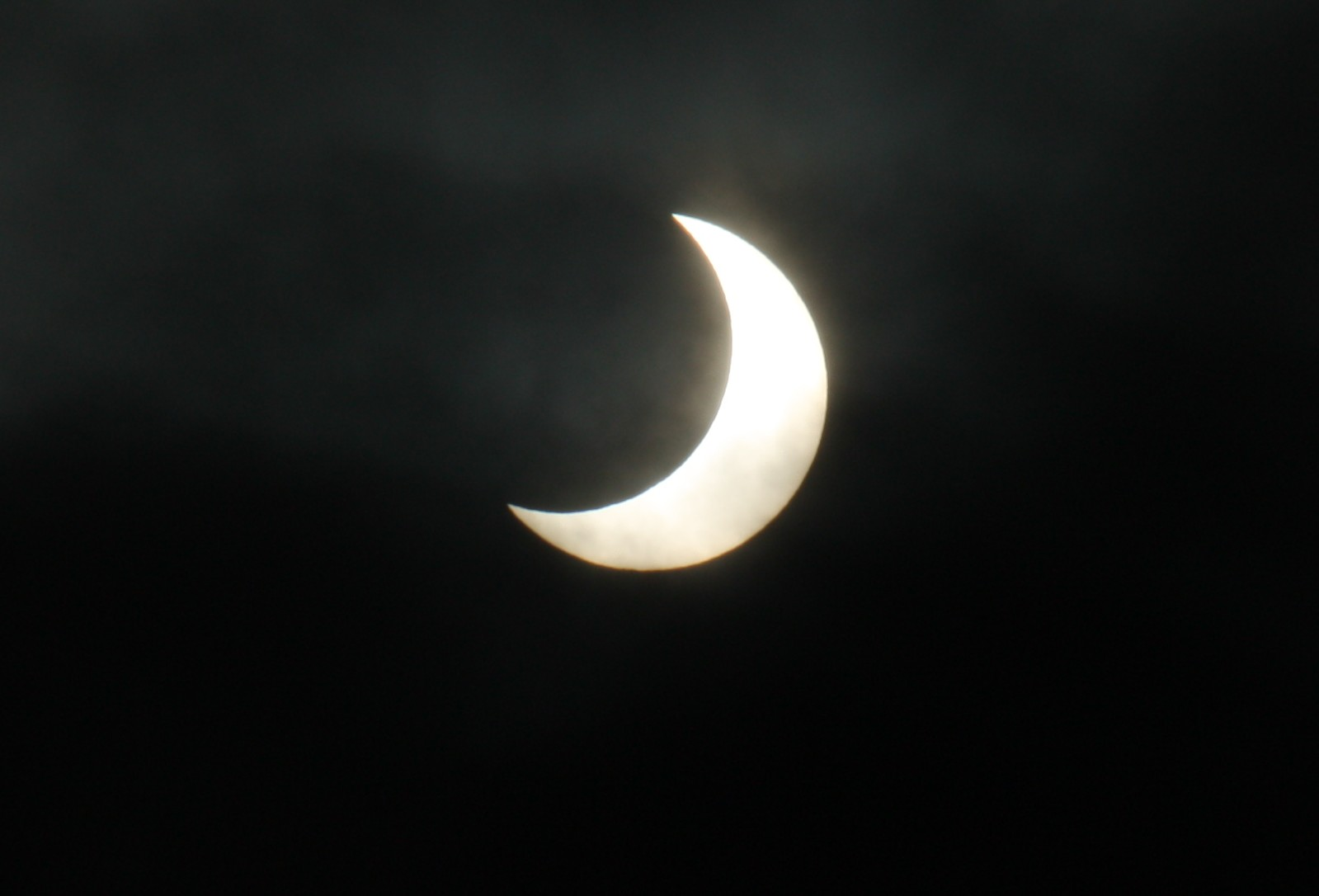
Eclipsi solar del 4 de gener de 2011, Ebersberg, Alemanya.

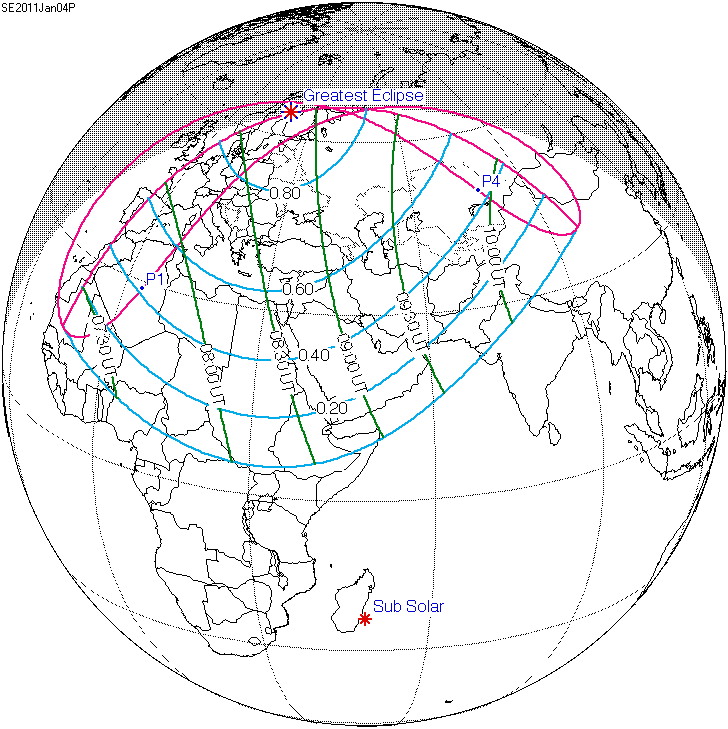
Eclipsi solar del 4 de gener de 2011.

L'eclipsi solar del 4 gener de 2011 va ser quan es va produir un eclipsi solar parcial que va ser vist a Europa, Àfrica i l'Àsia occidental.

## Visibilitat
Va ser visible des de tot Europa, des de l'Àfrica del Nord i des de gran part de l'Àsia Occidental.
La lluna va passar davant del Sol sense cobrir-ho completament.

## Galeria d'imatges

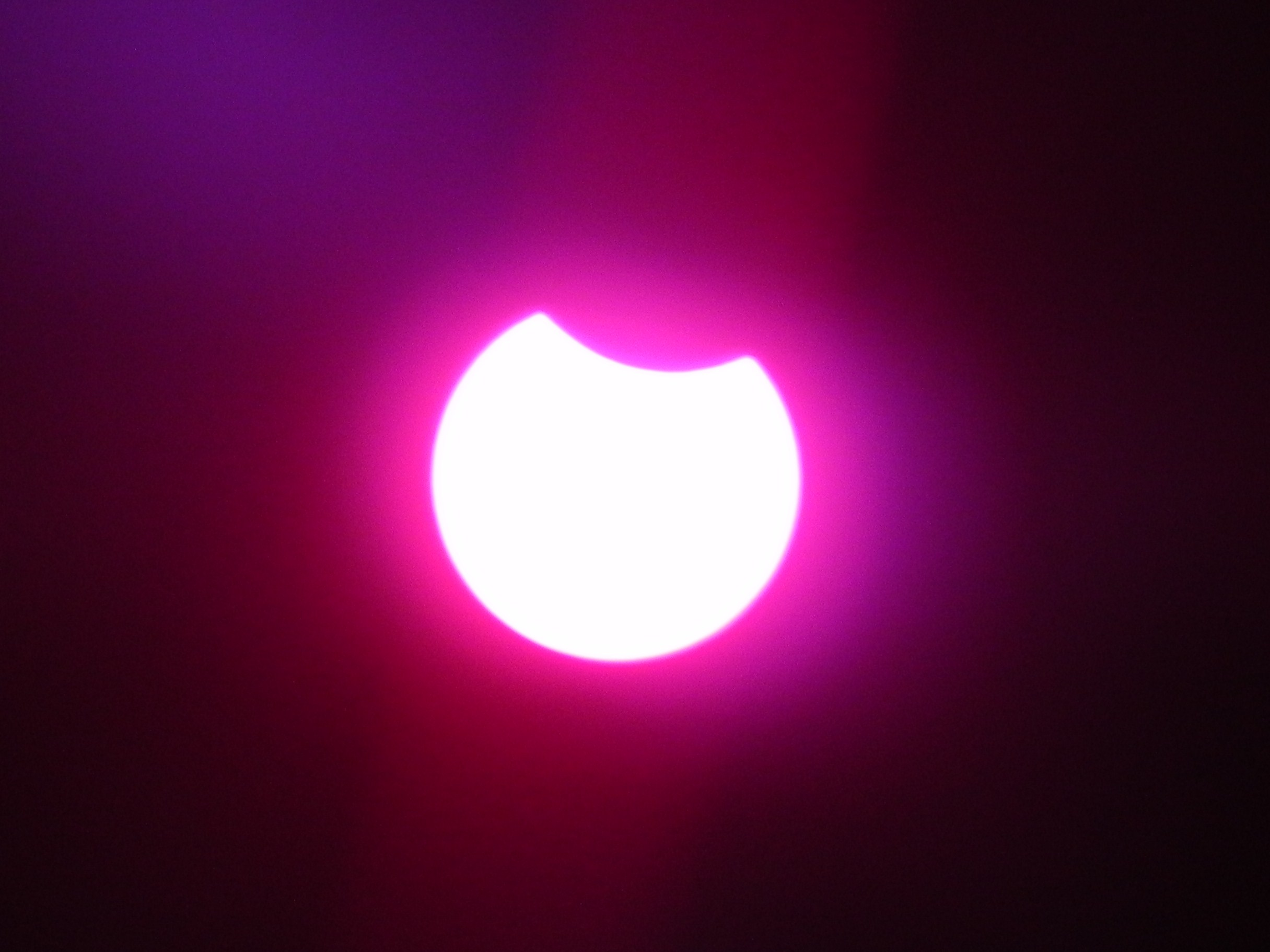
Sana'a, Iemen.
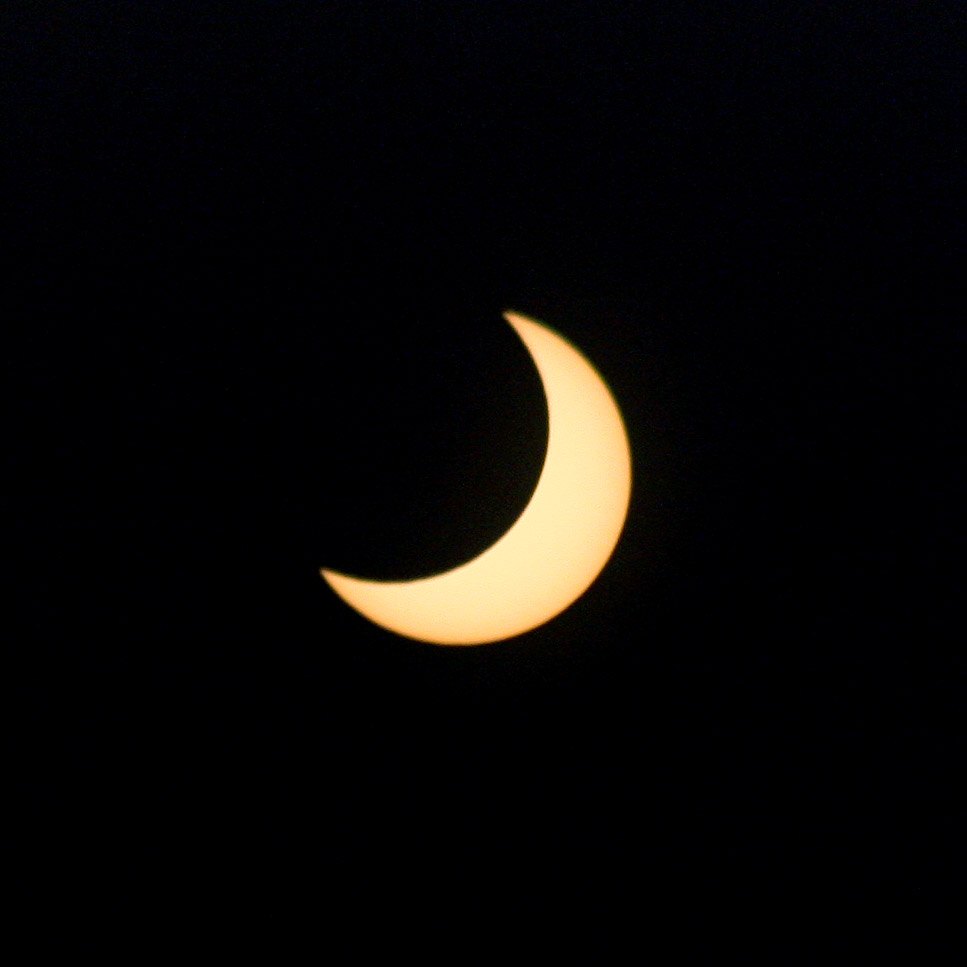
Viena, Àustria.
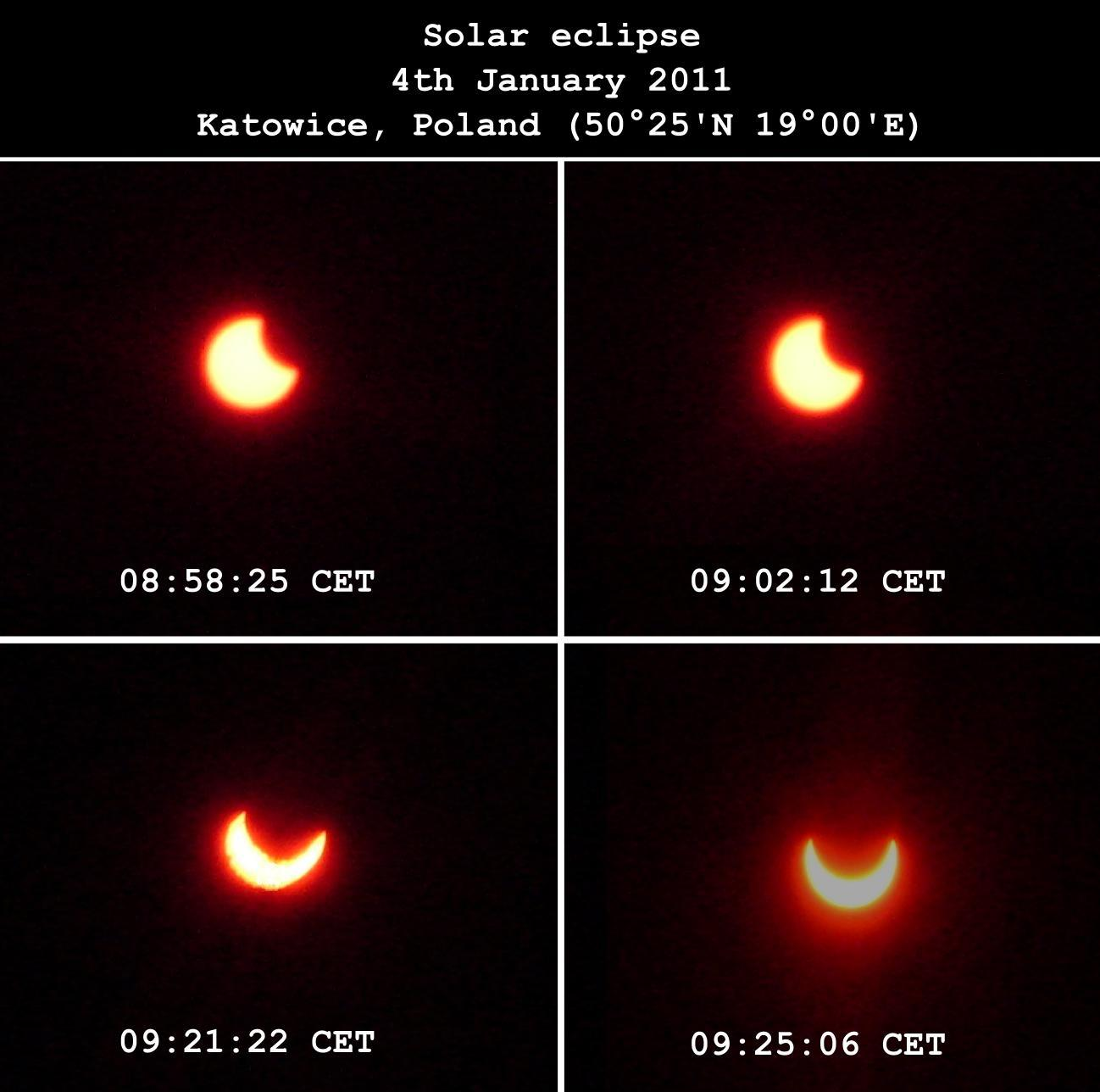
Katowice, Polònia.